# توماس أوين
توماس أوين هو كاتب جريمة بلجيكي، ولد في 22 يوليو 1910 في لوفان في بلجيكا، وتوفي في 2 مارس 2002 في بروكسل في بلجيكا.